# Tratado de Tarawa
O Tratado de Tarawa é um tratado de amizade assinado em 20 de setembro de 1979 por representantes da então recém-independente República de Kiribati e dos Estados Unidos em Tarawa. No tratado, os EUA reconheceram a soberania do Kiribati sobre 14 ilhas. O tratado foi efetivado em 23 de setembro de 1983.

## Ilhas mencionadas no tratado
- Ilha Canton
- Enderbury
- Orona
- Rawaki
- Ilha Birnie
- Nikumaroro
- Ilha Starbuck
- Manra
- Ilha McKean
- Kiritimati
- Ilha Caroline
- Ilha Malden
- Ilha Flint
- Ilha Vostok